# Sveti Nikola (Rijeka)
Sveti Nikola mjesni je odbor Grada Rijeke. Nalazi se na zapadnom dijelu grada te spada među gradske četvrti s najvećim brojem stanovnika.
"Pravo ime" kvarta, odnosno mjesnog odbora je Krnjevo.

## Povijest
Ime "Krnjevo" prvi se put spominje u 19. stoljeću te je označavalo jedan slabo naseljeni lokalitet u Rijeci na kojem su bili vrtovi, voćnjaci, livade i vinogradi. Prvi plan gradnje novog naselja kreiran je 1969. godine, no usvojen je onaj iz 1975. godine. Kvart je 1970-ih imao oko 2.500 tisuće stanovnika. Tih godina, to područje bio je jedini dio bliže Rijeci gdje je bilo prostora za izgraditi novo naselje. Plan je bio napraviti grad u malome, odnosno stanova za ukupno 20-ak tisuća stanovnika sa svim pripadajućim sadržajima (osnovne škole, vrtići i sl.) Neboderi su trebali biti od 14 do 20 katova. 
Prvo veće naseljavanje su popularne "plave" i "crvene zgrade" koje su građene u 70-ima, a nedugo nakon toga i ostatak. Većina stanova se dijelila preko različitih tvornica i firmi (3. maj, Tvornica papira, Tipograf itd.).

## Obrazovanje
Na Krnjevu se nalazi Osnovna škola "Eugen Kumičić". Osnovana je 1962. godine, koja se prvo zvala OŠ "Turnić" i djelovala je u zgradi današnje Osnovne škole "Turnić". 1963. godine seli na današnju lokaciju te mijenja ime u Osnovna škola "Krnjevo". 1975. godine mijenja ime u "Veljko Vlahović", a 1976. godine osvaja Nagradu grada Rijeke za kontinuirane uspjehe na svim područjima.
Također zanimljivo je spomenuti da je 1990. škola imala daleko najveći broj učenika, 1440, a bila je predviđena za 800 tako da se dio nastave održavao u prostorijama Mjesnog odbora "Turnić" nedaleko od škole. Za niže razrede nastava se održavala u čak 4 smjene. Zbog toga je bio plan izgraditi još jednu osnovnu školu na prostoru današnjeg trgovačkog centra "Kaufland", no zbog ratnih neprilika nije došlo do realizacije.
Na Krnjevu još postoje Osnovna škola "San Nicolo" koja je osnovana 1931. godine kao "Anita Garibaldi", a ime mijenja u "San Nicolo" u drugom svjetskom ratu kada je i pretrpjela granatiranja, ali ipak nastavlja s radom.
Iznad "San Nicolo" nalazi se i privatna Osnovna škola "Waldorf".
Krnjevo također ima i Srednju školu " Strojarska škola za industrijska i obrtnička zanimanja" poznatija kao "Metalna".
Od vrtića tu su Vrtić "Krnjevo" i Vrtić "Turnić".

## Vanjske poveznice
- Službene stranice
- Interaktivni zemljovid MO[neaktivna poveznica]